# Nigel Benn
Nigel Benn (ur. 22 stycznia 1964 w Ilford) – brytyjski bokser, były mistrz świata WBO w wadze średniej i WBC, w wadze super średniej.

## Kariera amatorska
Jako amator stoczył 42 walki, z których 41 wygrał i 1 przegrał. Jedyną porażkę zadał mu krajowy rywal Rod Douglas, którego Benn później pokonał.

## Kariera zawodowa

### Waga średnia
Jako zawodowiec zadebiutował 28 stycznia 1987 roku. W swoim debiucie pokonał przez techniczny nokaut Graeme’a Ahmeda. Do końca 1989 roku stoczył jeszcze 24 walki, z których wygrał 23, aż 22 kończąc przed czasem i 1 przegrał, zdobywając tytuł wspólnoty brytyjskiej, który 3krotnie obronił. Porażkę zadał mu rodak Michael Watson, który pokonał go przez techniczny nokaut w 6 rundzie.
24 kwietnia 1990 roku dostał szansę walki o pas WBO w wadze średniej. Jego rywalem był Amerykanin Doug DeWitt. Benn zwyciężył przez techniczny nokaut w ósmej rundzie, aż czterokrotnie posyłając rywala na deski, chociaż w drugiej rundzie sam był liczony.
18 sierpnia 1990 roku stanął do pierwszej obrony pasa. Jego rywalem był, były mistrz świata oraz pogromca Thomasa Hearnsa, Iran Barkley. Benn szybko rozprawił się z rywalem zwyciężając przez techniczny nokaut w 1 rundzie, doprowadzając do 3krotnego liczenia rywala.
18 listopada 1990 roku bronił pasa po raz drugi. Jego rywalem był niepokonany rodak – Chris Eubank. Eubank po wspaniałej walce niespodziewanie zwyciężył przez techniczny nokaut w 9 rundzie i zdobył pas.

### Waga super średnia
Na ring powrócił 3 kwietnia 1991 roku. Zwyciężył przez nokaut w 7 rundzie rodaka Robbiego Simsa. Do czerwca 1992 roku wygrał kolejne 5 walk, by dostać szansę walczyć o pas w wadze super średniej.
3 października 1992 roku zmierzył się z Mauro Galvano o pas WBC w wadze super średniej. Benn zwyciężył przez techniczny nokaut w 4 rundzie, gdy Włoch nie mógł kontynuować pojedynku ze względu na rozcięcia. 12 grudnia obronił tytuł po raz pierwszy. Benn zwyciężył przez techniczny nokaut w 11 rundzie Nicky’ego Pipera.
6 marca 1993 roku zmierzył się w rewanżowym pojedynku z Włochem Mauro Galvano. Benn zwyciężył jednogłośnie na punkty broniąc tytuł. 26 czerwca po raz kolejny obronił tytuł pokonując Lou Genta, który był 5krotnie liczony w przebiegu całej walki.
9 października 1993 roku doszło do jego drugiego pojedynku z Chrisem Eubankiem. Stawką walki były tytuły WBC i WBO w wadze super średniej. Po świetnej 12–rundowej wojnie sędziowie ogłosili remis, chociaż uważano, że wynik był krzywdzący dla Benna.
W 1994 roku obronił dwukrotnie tytuł WBC w wadze super średniej. W lutym zwyciężył jednogłośnie na punkty Henry’ego Whartona, a we wrześniu, również na punkty Juana Carlosa Gimeneza.
25 lutego 1995 roku stanął do siódmej obrony pasa. Jego rywalem był, były mistrz świata WBO i WBC w wadze średniej, Gerald McClellan. Walka od początku była bardzo zacięta. Benn już w pierwszej rundzie wylądował na deskach i z trudem zdołał powstać. Potem był liczony jeszcze w 8 rundzie, ale ostatecznie znokautował McClellana w 10 rundzie. W 1995 roku obronił tytuł jeszcze dwukrotnie. W lipcu zwyciężył przez techniczny nokaut w 8 rundzie Vincenzo Nardiello, a we wrześniu znokautował w siódmej rundzie Daniela Pereza.
2 marca 1996 roku stanął już do dziesiątej obrony mistrzostwa. Jego rywalem był Thulani Malinga, którego Benn pokonał na punkty w 1992 roku. Malinga pomimo nokdaunu w piątej rundzie zwyciężył niejednogłośnie na punkty, sprawiając sporą niespodziankę.
6 lipca 1996 roku dostał kolejną szansę walki o mistrzostwo świata. W walce o pas WBO zmierzył się z Irlandczykiem Steve’em Collinsem. Benn został poddany przez narożnik w 4 rundzie. 9 listopada doszło do rewanżu, jednak Benn znowu przegrał przez poddanie, ale w 6 rundzie. Po tej porażce definitywnie zakończył karierę.
W 2003 roku magazyn The Ring opublikował listę 100 najgroźniejszych puncherów wszech czasów. Benn zajął 91 miejsce, a jego dawny rywal, Gerald McClellan zajął 27 pozycję.